# أنيسيتو ارسي
أنيسيتو ارسي (بالإسبانية: Aniceto Arce) (و. 1824 – 1906 م)هو سياسي، ورائد أعمال من بوليفيا . تولى منصب رئيس بوليفيا .
توفي في سوكري .